# Summerfield (Carolina del Norte)
Summerfield es un pueblo ubicado en el condado de Guilford en el estado estadounidense de Carolina del Norte. La localidad en el año 2000, tenía una población de 7.018 habitantes en una superficie de 70,6 km², con una densidad poblacional de 99,9 personas por km².

## Geografía
Summerfield se encuentra ubicado en las coordenadas 36°11′57″N 79°53′9″O / 36.19917, -79.88583. Según la Oficina del Censo, la localidad tiene un área total de 70,6 km² (27,3 mi²), de la cual 70,2 km² (27,1 mi²) es tierra y 0,4 km² (0,2 mi²) (0.62%) es agua.

### Localidades adyacentes
El siguiente diagrama muestra a las localidades en un radio de 20 kilómetros (12,4 mi) de Summerfield.

## Demografía
En el 2000 la renta per cápita promedia del hogar era de $71.738, y el ingreso promedio para una familia era de $79.433. El ingreso per cápita para la localidad era de $33.116. En 2000 los hombres tenían un ingreso per cápita de $51.838 contra $32.798 para las mujeres. Alrededor del 3.80% de la población estaba bajo el umbral de pobreza nacional.